# Жан-Поль Ростаньї
Жан-Поль Ростаньї (фр. Jean-Paul Rostagni, нар. 14 січня 1948, Дра) — французький футболіст, що грав на позиції захисника.
Виступав, зокрема, за клуби «Монако» та «Бордо», а також національну збірну Франції.

## Клубна кар'єра
У дорослому футболі дебютував 1966 року виступами за команду «Монако», в якій провів три сезони, взявши участь у 101 матчі чемпіонату. Більшість часу, проведеного у складі «Монако», був основним гравцем захисту команди.
Своєю грою за цю команду привернув увагу представників тренерського штабу клубу «Бордо», до складу якого приєднався 1969 року. Відіграв за команду з Бордо наступні два сезони своєї ігрової кар'єри. Граючи у складі «Бордо» також здебільшого виходив на поле в основному складі команди.
Згодом з 1971 по 1973 рік грав у складі команд «Парі Сен-Жермен» та «Париж».
Завершив ігрову кар'єру у команді «Ніцца», за яку виступав протягом 1974—1975 років.

## Виступи за збірну
У 1969 році дебютував в офіційних матчах у складі національної збірної Франції.
Загалом протягом кар'єри в національній команді, яка тривала 5 років, провів у її формі 25 матчів.